# Charadrodromia arnaudi
Charadrodromia arnaudi är en tvåvingeart som beskrevs av Axel Leonard Melander 1960. Charadrodromia arnaudi ingår i släktet Charadrodromia och familjen puckeldansflugor.
Artens utbredningsområde är Kalifornien. Inga underarter finns listade i Catalogue of Life.